# Yasmin Gomlevsky
Yasmin Hadid de Gomlevsky (Rio de Janeiro, 18 de dezembro de 1992) é uma atriz, cantora, escritora e taróloga brasileira.

## Biografia
De origem judaico-polonesa, Yasmin começou no teatro cedo, influenciada pelo irmão, o também ator Bruce Gomlevsky, ela ingressou aos 13 anos no Tablado e na CAL, as duas maiores escolas de teatro carioca. Ao terminar o Ensino Médio, entrou na Universidade da Cidade para cursar Artes Cênicas, mas trancou quatro vezes por não conseguir conciliar com suas peças.

## Filmografia

### Televisão
| Ano  | Título               | Papel                           | Notas                             | Ref         |
| ---- | -------------------- | ------------------------------- | --------------------------------- | ----------- |
| 2014 | Amor Veríssimo       | —                               |                                   | [ 3 ] [ 4 ] |
| 2014 | Conselho Tutelar     | Ingrid                          | Participação                      | [ 4 ]       |
| 2014 | Malhação: Sonhos     | Joaquina Bocaiúva               | 22.ª temporada                    | [ 4 ]       |
| 2016 | Liberdade, Liberdade | Vidinha                         |                                   | [ 5 ]       |
| 2016 | A Cara do Pai        | Vendedora                       | Episódio: "Com que Roupa eu Vou?" |             |
| 2017 | Novo Mundo           | Carmen Ferrreira                | Participação especial             | [ 6 ]       |
| 2017 | Tempo de Amar        | Isabel Assunção (Irmã Assunção) |                                   |             |
| 2019 | Bom Sucesso          | Thaíssa Antunes                 |                                   | [ 7 ]       |
| 2023 | Terra e Paixão       | Isabel Cipriano                 | Episódios: "29-30 de maio"        | [ 8 ]       |

## Prêmios e Indicações
| Ano  | Prêmio                             | Categoria                | Trabalho                       | Resultado | Ref   |
| ---- | ---------------------------------- | ------------------------ | ------------------------------ | --------- | ----- |
| 2015 | Prêmio Botequim Cultural de Teatro | Melhor Atriz Coadjuvante | O Beijo no Asfalto – O Musical | Venceu    | [ 9 ] |

## Música
Atualmente, Yasmin Gomlevsky divide a sua rotina de peças e ensaios com a banda Sirigaita, a qual é vocalista.
A banda é formada por:
- Yasmin Gomlevsky - Vocal
- Roger Martins - Guitarra
- Francisco Vaz - Baixo
- Patrick Terra - Bateria

A banda segue o seu caminho e já conta com três músicas autorais:
- "Bicho Declarado" (Yasmin Gomlevsky)
- “Loba Solitária” (Yasmin Gomlevsky, Roger Martins e Francisco Vaz)
- “Ficou pra trás” (Roger Martins)